# Manuel Aniceto Padilla
Manuel Aniceto Padilla (Cochabamba, Alto Perú, 1780 - ca 1840) fue un político y periodista sudamericano, de larga actuación en los territorios de los actuales Argentina, Chile, Perú, Bolivia y Uruguay.

## Las invasiones inglesas
Estudió derecho en la Universidad de Chuquisaca, y una vez recibido de abogado se trasladó a Buenos Aires, donde instaló un estudio. También se dedicó al contrabando con barcos de procedencia británicos, y al parecer estuvo a punto de ser ejecutado como un vulgar ladrón.
Cuando en 1806 se produjo la primera de las invasiones inglesas, prestó su colaboración al gobierno de William Carr Beresford. Después de la Reconquista se unió al bando vencedor y se hizo amigo de los hermanos Saturnino Rodríguez Peña y Nicolás Rodríguez Peña.
A mediados de septiembre, el general Beresford y el mayor Denis Pack estaban prisioneros en Luján. El oficial que lo tenía en custodia, Antonio de Olavarría, recibió la orden del virrey Santiago de Liniers de conducir a ambos al interior del Virreinato del  Río de la Plata, pero no se le dieron detalles de la operación. Ese mismo día, Olavarría recibió a dos enviados del cabildo de Buenos Aires. Uno de ellos era su cuñado, Saturnino Rodríguez Peña, y el otro era Padilla, a quien Olavarría no conocía. Le comunicaron que el alcalde Martín de Álzaga les había ordenado trasladar a los prisioneros a Buenos Aires, para de allí llevarlo a Catamarca. El oficial no pidió órdenes escritas, creyó en la palabra de su pariente, y se los entregó.
Los prisioneros y sus conductores fueron trasladados al Tigre, y de allí a Maldonado, que estaba en manos inglesas.
De allí pasaron a Montevideo, después de la captura de la ciudad por los ingleses, donde Padilla y el porteño Francisco Cabello y Mesa redactaron el periódico bilingüe The Southern Star, con el que los británicos esperaban congraciarse con los ilustrados criollos. Beresford y Rodríguez Peña siguieron viaje a Londres, donde este gestionó y obtuvo, para Padilla y él, una pensión vitalicia de 1.500 libras a cada uno. Pack participó en la segunda invasión a Buenos Aires, y debió rendirse por segunda vez tras fracasar frente a la Defensa de la ciudad. Cabello tuvo menos suerte y cayó en  manos de los patriotas.

## Durante las guerras de independencia
Desde Montevideo, Padilla pasó a Río de Janeiro, donde se unió a los carlotistas, que esperaban coronar a la princesa Carlota Joaquina de Borbón como reina del Río de la Plata. Fue enviado a Londres en 1808, a colaborar en una hipotética tercera invasión; allí vendió su pensión vitalicia.
Regresó a Buenos Aires en 1810, muy poco después de la Revolución de Mayo. Por consejo de Nicolás Rodríguez Peña, la Primera Junta lo envió a entrevistarse con Lord Strangford en Río de Janeiro y a comprar armas a los Estados Unidos. No tuvo éxito en ninguna de sus dos misiones.
Hacia 1812 viajó a Chile, donde el general José Miguel Carrera utilizó por un tiempo sus servicios como diplomático y secretario. Encontró en Chile al expresidente de la Primera Junta, Cornelio Saavedra, que estaba exiliado en Santiago, y lo ayudó a sobrevivir en el destierro.
Pronto Carrera cambió de idea y, considerándolo un simple intrigante, lo despidió. Se unió entonces a sus opositores en una conspiración que fracasó, por lo que fue arrestado en Aconcagua. 
Huyó a Mendoza aprovechando el desorden que siguió a la derrota de Rancagua, y de allí pasó a Córdoba, donde trató de pasar desapercibido por un tiempo. Se alió con el gobernador federal José Javier Díaz y con el caudillo artiguista Juan Pablo Bulnes. Cuando éstos se enfrentaron, aprovechó la confusión de su doble amistad para hacer negocios con la fábrica de armas de Córdoba, a la que estafó. Huyó a Santiago del Estero en 1817, pero allí fue arrestado y enviado a Chile.

## Periodismo en Chile
Cuando se supo del desastre de Cancha Rayada, O'Higgins sacó a los presos de la cárcel, para que se unieran al ejército, ocasión que aprovechó Padilla. Al salir, falsificó una carta del general José de San Martín al ministro argentino Tagle, con la que evitó ser incorporado al ejército chileno. Se mantuvo en relativamente buenas relaciones con el gobierno de O'Higgins, pero este nunca confió plenamente en él.
En 1820, al conocerse la anarquía que reinaba en las provincias cuyanas, intentó pasar a San Juan, pero fue arrestado en el camino. Recuperó la libertad a cambio de denunciar una conspiración de los partidarios del general Carrera, y pudo huir a San Juan.
Ayudó al general José María Pérez de Urdininea a organizar una expedición libertadora al Alto Perú, que fracasó.
A principios de 1823, al enterarse de la renuncia de O'Higgins, regresó a Chile. Se unió al grupo de los contrarios a este, logró su elección como diputado, y pidió el juicio político de O'Higgins y la prisión de San Martín. Se dedicó con éxito al periodismo y, aliado del general Francisco Antonio Pinto, formó en las filas de los federales chilenos. Hizo todo lo posible por debilitar el gobierno de Manuel Blanco Encalada, contribuyendo desde la prensa a su caída.
Apoyó a su sucesor Agustín de Eyzaguirre por un tiempo, hasta que un conflicto menor lo llevó nuevamente a la oposición. Al ser elegido Ramón Freire como presidente, dirigió la oposición desde la prensa y contribuyó también a su renuncia. El sucesor de este, Pinto, no corrió el mismo riesgo que sus antecesores, y lo expulsó del país.

## Últimos años
Se refugió en Perú, donde años más tarde ayudó al mariscal Andrés de Santa Cruz a formar la Confederación Perú-Boliviana. Fue funcionario de ésta y editó un periódico en Cochabamba, pero pronto fue despedido por el gobierno.
Murió en Cochabamba, Bolivia, hacia 1840.